# Cephalodesmius
Cephalodesmius är ett släkte av skalbaggar. Cephalodesmius ingår i familjen bladhorningar.
Kladogram enligt Catalogue of Life:
| Cephalodesmius | \| \| Cephalodesmius armiger \| \| \| \| \| \| Cephalodesmius laticollis \| \| \| \| \| \| Cephalodesmius quadridens \| \| \| \| |
|                | \| \| Cephalodesmius armiger \| \| \| \| \| \| Cephalodesmius laticollis \| \| \| \| \| \| Cephalodesmius quadridens \| \| \| \| |
|                | Cephalodesmius armiger |
|                | |
|                | Cephalodesmius laticollis |
|                | |
|                | Cephalodesmius quadridens |
|                | |